# فابریس ژوسو
فابریس ژوسو (فرانسوی: Fabrice Josso‎؛ زادهٔ ۱۱ فوریهٔ ۱۹۶۹) بازیگر و صداپیشه اهل فرانسه است.
از فیلم‌هایی که وی در آن‌ها نقش داشته‌است، می‌توان به سوءاستفاده‌های یک دون ژوان جوان اشاره نمود.